# تپه کپک لو ۱۱
تپه کپک لو ۱۱ مربوط به سده‌های اولیه دوران‌های تاریخی پس از اسلام است و در شهرستان همدان، بخش مرکزی، دهستان سنگستاان، ۳ کیلومتری روستای گرگوز واقع شده و این اثر در تاریخ ۲۳ بهمن ۱۳۸۵ با شمارهٔ ثبت ۱۷۱۳۷ به‌عنوان یکی از آثار ملی ایران به ثبت رسیده است.